# L'altra metà della storia
L'altra metà della storia (The Sense of an Ending) è un film del 2017 diretto da Ritesh Batra.
È l'adattamento cinematografico del romanzo Il senso di una fine di Julian Barnes, pubblicato nel 2011.

## Trama
Tony Webster, ormai vecchio, per una disposizione testamentaria della madre di Veronica, la ragazza di Tony ai tempi dell'università, dovrebbe ricevere il diario di Adrian Finn, un vecchio amico di gioventù. Tony non sa più niente di Veronica da quando lei lo ha lasciato per mettersi con Adrian, suicidatosi poco tempo dopo.
Venuto a sapere che Veronica non ha intenzione di consegnargli il diario, Tony cerca di rintracciarla. Quando finalmente riesce ad incontrarla, lei gli rivela di averlo bruciato. Tony, indagando e scavando nei suoi ricordi, ripercorre quegli anni giovanili riportando alla luce la loro storia d'amore e, infine, scopre come mai il diario di Adrian sia rimasto in possesso della madre di lei.